# Technicien forestier

Le technicien forestier s'occupe de la gestion et de l'entretien des forêts. Pour cela il décide des arbres à abattre ou à planter et grâce aux inventaires forestiers effectués en forêt, où il observe et analyse l'état actuel de la forêt, décide des traitements à appliquer afin d'aménager celle-ci dans une perspective d'aménagement durable. Il peut diriger les agents techniques forestiers (gardes forestiers) mais est souvent avec eux en forêt. Le technicien forestier est en temps normal sous les ordres de l'ingénieur forestier.
En France, le technicien peut travailler pour le ministère chargé des Forêts, le ministère chargé de l'Environnement ou pour l’Office national des forêts. Il peut aussi être employé d'un organisme de gestion de la forêt privée, une coopérative forestière notamment.
Le technicien forestier peut se constituer une clientèle et s'installer à son compte ; Il a alors le statut de technicien forestier indépendant. 

## Qualités nécessaires
- Aimer la nature et le milieu naturel
- Endurance physique pour se déplacer par tous les temps
- Sens de l'observation et de l'analyse
- Travail d'équipe et aptitude au management
- Sens du contact et de la convivialité
- Capacité à être autonome

## Diplôme
- BTA (brevet de technicien agricole)
- Brevet de technicien supérieur agricole (BTSA) Gestion forestière, autrefois appelé BTSA Productions forestières
- BTSA Technico-commercial/Produits d'origine forestière, nouvelle appellation du BTSA TC Bois et Grumes
- DEC (diplôme d'étude collégiale) en foresterie
- Gestionnaire forestier professionnel (attestation de GFP)

## Liens externes

Logo de l'Association nationale des techniciens et gestionnaires forestiers indépendants (ANATeF)